# Hans-Günther Schramm

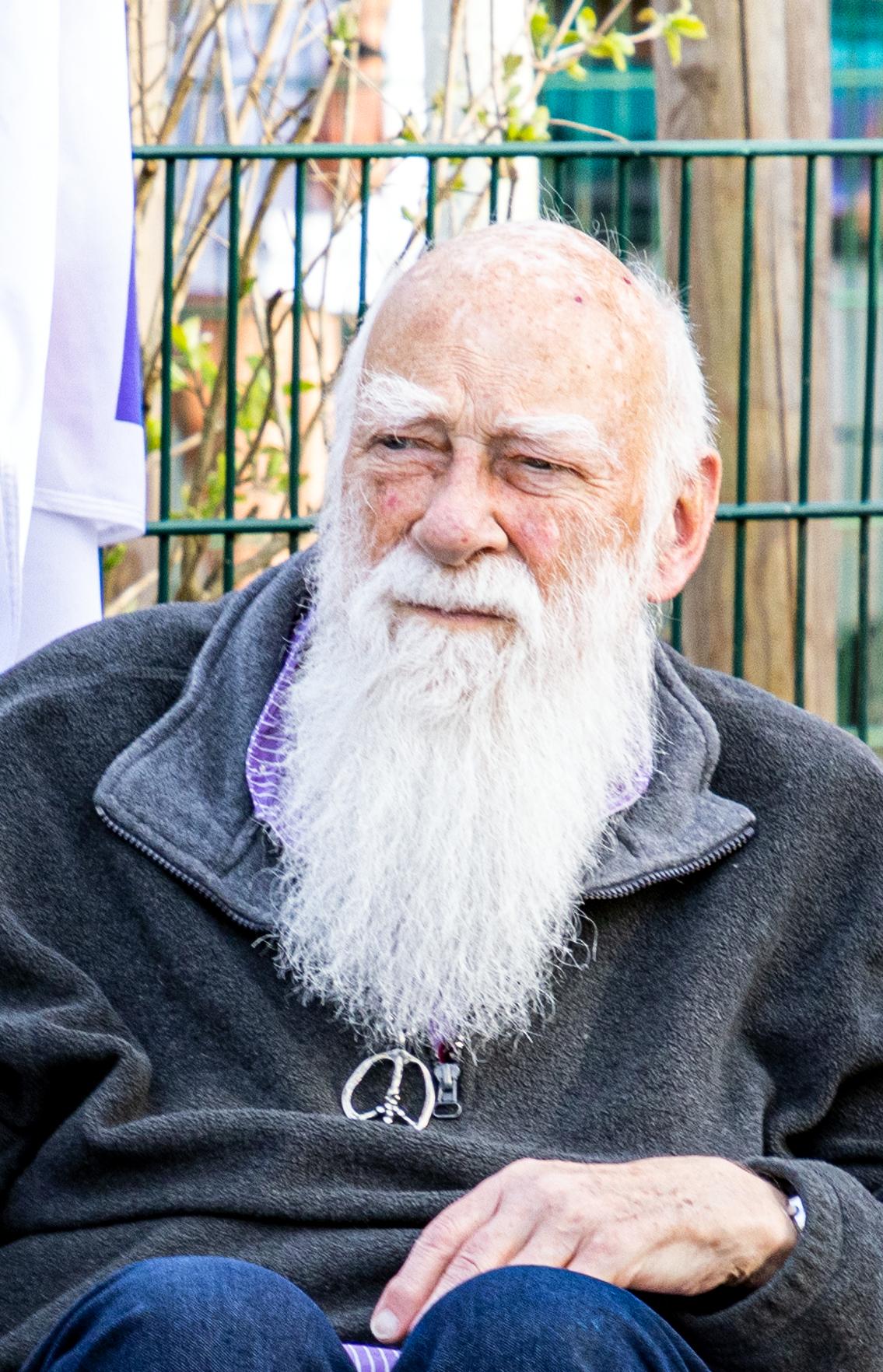
Hans-Günter Schramm, April 2022

Hans-Günther Schramm (* 6. Oktober 1941 in Stolp) ist ein deutscher Politiker der Partei Bündnis 90/Die Grünen. Er war von 1986 bis 1994 Mitglied des Bayerischen Landtages.
Schramm war nach dem Zweiten Weltkrieg von 1945 bis 1947 in einem Flüchtlingslager in Kolding in Dänemark interniert. Ab 1947 war er in Nürnberg ansässig, wo er die Volksschule bis 1955 besuchte. Nach der Schulzeit absolvierte er 1955 bis 1958 eine Lehre zum Schriftsetzer und war ab 1958 als solcher tätig. Er war drei Jahre  Betriebsrat, davon ein Jahr als Betriebsratsvorsitzender in aktives Mitglied der IG Metall. Während der Ausbildung war Schramm bereits in der kirchlichen Jugendarbeit und ab 1979 in der kirchlichen Familienarbeit engagiert.
Ab 1980 betätigte sich Schramm zunehmen politisch in der außerparlamentarischen Friedensbewegung. Sein Engagement war zunächst in christlichen Gruppierungen wie z. B. "Ohne Rüstung Leben" oder Nürnberger Evangelisches Forum für den Frieden, zu einem späteren Zeitpunkt nahm aber auch das Engagement in den überkonfessionellen und überparteilichen Gruppierungen zu, u. a. in der Koordination von bundesweiten Großdemonstrationen für den Frieden.
Vom 12. Oktober 1986 bis zum 13. Oktober 1994 war Schramm Abgeordneter im Bayerischen Landtags für die Partei Bündnis 90/Die Grünen.